# جون كيلي (لاعب هوكي الجليد)
جون كيلي (بالإنجليزية: John Kiely)‏ هو لاعب هوكي الجليد أمريكي، ولد في 3 أغسطس 1952 في إثاكا في الولايات المتحدة.

## وصلات خارجية
- جون كيلي على موقع EliteProspects.com (الإنجليزية)
- جون كيلي على موقع HockeyDB.com (الإنجليزية)